# Paolo Mancini (aristocrate)
Pour les articles homonymes, voir Paolo Mancini et Mancini.
Paolo Mancini (né vers 1580 à Rome et mort dans la même ville en 1635) est un aristocrate et militaire italien, fondateur de l’Accademia degli Umoristi.

## Biographie
Né à Rome, dans le seizième siècle, d’une famille patricienne, Paolo Mancini étudia les humanités au Collège romain, et le droit à Pérouse. Il embrassa la profession des armes, fut nommé commandant de la garde à cheval du cardinal Aldobrandini, se distingua pour le maintien de la discipline, et acquit la réputation d’un excellent capitaine. À la cessation des troubles qui désolaient les États de l'Église, il se démit de son emploi, et épousa, en 1600, Vittoria Capozzi, demoiselle d’une ancienne famille. Ses noces furent célébrées avec pompe  et tous les beaux-esprits de Rome s’empressèrent de lui témoigner la joie qu’ils avaient de son mariage par quelques pièces de vers. Il engagea les auteurs à venir les réciter dans son palais  et ce divertissement ayant  réussi, ils se proposèrent de continuer la même réunion à des jours déterminés. Le palais Mancini, berceau de cette nouvelle académie, en devint le séjour ordinaire. Comme la joie et la belle humeur présidaient aux séances, où la noblesse romaine des deux sexes assistait en foule, on donna à ceux qui formaient ces entretiens, le surnom d’Uomini di bell’umore, d’où vint celui d’Humoristes, que prirent les académiciens. Mancini, après vingt ans d’une union heureuse, perdit son épouse ; alors il renonça au monde, reçut les ordres sacrés et mourut en 1635. L’Académie des Umoristi ne s’est soutenue que jusqu’en 1670. Le pape Clément XI, qui y avait été admis dans sa jeunesse, voulut la rétablir en 1717, et en nomma président Alessandro Albani, depuis cardinal ; mais tous les efforts du pontife n’aboutirent qu’à redonner à cette société une existence éphémère.